# Омелічі (Орічівський район)
Оме́лічі (рос. Омеличи) — присілок у складі Орічівського району Кіровської області, Росія. Входить до складу Мирнинського міського поселення.
Населення становить 6 осіб (2010, 10 у 2002).
Національний склад станом на 2002 рік — росіяни 100 %.